# Лео Палін
Лео Палін (фін. Leo Palin; нар. 20 жовтня 1956) — колишній фінський тенісист.
Найвищу одиночну позицію світового рейтингу — 92 місце досяг 17 травня 1982, парну — 111 місце — 28 липня 1986 року.
Здобув 1 парний титул.
Найвищим досягненням на турнірах Великого шолома був чвертьфінал в парному розряді.

## Фінали Туру ATP

### Одиночний розряд (1 поразка)
| Результат | W/L | Дата     | Турнір          | Покриття  | Суперник    | Рахунок       |
| --------- | --- | -------- | --------------- | --------- | ----------- | ------------- |
| Поразка   | 0–1 | Гру 1981 | Софія, Болгарія | Килим (i) | Річард Меєр | 4–6, 6–7, 6–7 |

### Парний розряд (1–1)
| Результат | W/L | Дата     | Турнір         | Покриття | Партнер        | Суперники                  | Рахунок       |
| --------- | --- | -------- | -------------- | -------- | -------------- | -------------------------- | ------------- |
| Поразка   | 0–1 | Бер 1980 | Лагос, Нігерія | Ґрунт    | Челль Юганссон | Тоні Грем Брюс Ніколз      | 3–6, 6–0, 3–6 |
| Перемога  | 1–1 | Сер 1985 | Клівленд, США  | Тверде   | Оллі Ранасто   | Генк Пфістер Вен Тестермен | 6–3, 6–7, 7–6 |